# Hembil
Hembil war von etwa 888 bis 891 Abt des Klosters Werden.

## Leben
Er wird zuerst in einer Urkunde von König Arnulf von Kärnten vom 23. August 888 genannt. Darin wird dem Kloster unter anderem Immunität, Zollfreiheit und freie Abtswahl gewährt. Teile der Urkunde sind später verändert worden. So dürfte die Immunität und freie Abtswahl hinzugefügt werden, so dass die Zollfreiheit den Kern der ursprünglichen Urkunde bildete.  Eine weitere Urkunde mit seinem Namen beinhaltet die Schenkung des Eigenbesitzes Bischof Wolfhelms von Münster in Olfen zu Gunsten des Klosters. Auch in einem Privileg von Papst Stephan V. für das Kloster Werden von 891 wird Hembil genannt. Zu seiner Zeit wurde das älteste Werdener Urbar angelegt. Sein Todesjahr ist nicht bekannt. Der Todestag soll nach der spätmittelalterlichen Überlieferung der 12. Januar sein.